# 榛原町 (静岡県)
榛原町（はいばらちょう）は静岡県榛原郡南部（榛南地区）にあった町。2005年10月11日に相良町と合併し、牧之原市となった。

## 地理
静岡県の遠州東部に位置し、駿河湾に面していた。行政上の区分は静岡県中部地方に組み込まれることが多い。坂口谷川、勝間田川が南流する。
- 隣接市町 - 島田市、相良町、吉田町、菊川市

## 歴史
- 1955年（昭和30年） 川崎町、勝間田村、坂部村が合併し、榛原町が誕生。榛原郡の中心となることを願って命名された[1]。
- 1955年（昭和30年） 相良町白井の一部（大久保、追廻）を榛原町へ編入。
- 1956年（昭和31年） 上切山、猪土居を金谷町へ編入。

## 経済

### 産業
- 茶の栽培が盛んである。

## 姉妹都市・提携都市
- 奈良県宇陀郡榛原町
- 青森県三戸郡三戸町

## 地域

### 教育

#### 小学校
- 榛原町立川崎小学校
- 榛原町立細江小学校
- 榛原町立勝間田小学校
- 榛原町立坂部小学校
- 榛原郡相良町外一町菊川市学校組合立牧之原小学校（所在地は相良町）

#### 中学校
- 榛原町立榛原中学校
- 榛原郡相良町外一町菊川市学校組合立牧之原中学校（所在地は相良町）

#### 高等学校
- 静岡県立榛原高等学校

## 交通

### 鉄道路線
鉄道は通っていない。かつては静岡鉄道駿遠線（開業当時は藤相鉄道）が、1915年から1968年8月まで走っていた。

### バス・索道
- 路線バス
  - しずてつジャストライン

### 港湾
- 空港
  - 本町と島田市にまたがる静岡空港が、閉町後に開港。

### 道路
- 国道150号
- 東名高速道路

## 名所・旧跡・観光スポット・祭事・催事
- 静波海岸

## 著名な出身者
- 藤田まさと（作詞家）
- 加藤雪腸（俳人）
- 本杉美香（タレント、C.C.ガールズの第2期メンバー）
- 加藤秀司（元プロ野球選手）
- 枝村匠馬（プロサッカー選手ヴィッセル神戸）
- 杉本基久雄（牧之原市長）
- 村松開人（プロ野球選手）